# Salone dell'automobile di Toronto
Il Salone dell'automobile di Toronto (in inglese Canadian International AutoShow) è un salone dell'automobile che si svolge ogni anno a febbraio nella città canadese.
È il più importante salone dell'automobile del Canada ed è organizzato dal 1974 nel Metro Toronto Convention Centre e all'interno del Rogers Centre. Ogni anno ospita circa 300.000 visitatori. È il più grande salone dell'automobile del Nord America ad essere organizzato anche in uno stadio.